# Muziano Maria Wiaux
Muziano Maria Wiaux, in francese Mutien Marie, al secolo Luigi Giuseppe (Louis-Joseph Wiaux) (Mellet, 20 marzo 1841 – Malonne, 30 gennaio 1917), è stato un religioso belga della congregazione dei Fratelli delle Scuole Cristiane. È venerato come santo dalla Chiesa cattolica.

## Biografia
Secondo dei cinque figli del fabbro del paese di Mellet, in Belgio, seguendo la sua vocazione, nel 1856 entrò nel noviziato dei Fratelli delle Scuole Cristiane della congregazione di san Giovanni Battista de La Salle e quello stesso anno ricevette l'abito religioso e il nome di fratel Muziano Maria. Viene mandato, nei due anni seguenti, prima a Chimay e poi a Bruxelles come catechista ma ben presto, nel 1859 viene trasferito nel collegio di Malonne, in Belgio, dove rimase per il resto della sua vita.
I suoi inizi come insegnante, per la sua giovane età e l'inesperienza, sono deludenti. Per questo viene assegnato agli insegnamenti "minori" del disegno prima e della musica poi nei corsi elementari, per i quali non ha particolare attitudine. Egli assolverà questi incarichi per tutto il resto della sua vita accettandoli nella fedeltà alla regola dell'ordine e nella preghiera.
Nel novembre del 1916 la sua salute peggiora tanto da essere costretto al riposo, finché tra il freddo e le privazioni della guerra, morì il 30 gennaio 1917.
La fama della sua santità si diffonde ben presto tra i fedeli cattolici che iniziano a visitare la sua tomba. Il tribunale ecclesiastico per la causa della sua beatificazione viene istituito appena sei anni dopo la sua morte.

## Culto
È stato beatificato nel 1977 da Paolo VI, poi canonizzato nel 1989 da Giovanni Paolo II.
La sua festa liturgica è il 30 gennaio.